# Serikaya
Serikaya ist eine traditionelle indonesische Süßspeise, die meist zum Frühstück oder beim Tee auf Toastbrot verspeist wird.
Die Grundzutaten sind Eier, Kokosmilch und Palmzucker. Die daraus hergestellte Masse wird mit Pandanusessenz gewürzt und in kleinen Förmchen gedämpft. Nach dem Garen werden die Portionen dieser puddingähnlichen Speise mit frischen Kokosraspeln bestreut.
Üblicherweise wird Serikaya ohne Reis hergestellt, auf den indonesischen Inseln sind jedoch auch mit Reis zubereitete Varianten verbreitet.